# Еджмонт-Парк (Мічиган)
Еджмонт-Парк (англ. Edgemont Park) — переписна місцевість (CDP) в США, в окрузі Інгем штату Мічиган. Населення — 2326 осіб (2020).

## Географія
Еджмонт-Парк розташований за координатами 42°44′48″ пн. ш. 84°35′34″ зх. д. / 42.74667° пн. ш. 84.59278° зх. д. (42.746747, -84.592639).  За даними Бюро перепису населення США в 2010 році переписна місцевість мала площу 2,15 км², уся площа — суходіл.

## Демографія
Згідно з переписом 2010 року, у переписній місцевості мешкало 2358 осіб у 1060 домогосподарствах у складі 603 родин. Густота населення становила 1097 осіб/км².  Було 1131 помешкання (526/км²).
Расовий склад населення:
| - 74,4 % — білих - 15,6 % — чорних або афроамериканців - 1,7 % — азіатів - 0,1 % — корінних американців - 2,8 % — осіб інших рас |

До двох чи більше рас належало 5,4 %. Частка іспаномовних становила 9,3 % від усіх жителів.
За віковим діапазоном населення розподілялося таким чином: 22,6 % — особи молодші 18 років, 62,3 % — особи у віці 18—64 років, 15,1 % — особи у віці 65 років та старші. Медіана віку мешканця становила 37,7 року. На 100 осіб жіночої статі у переписній місцевості припадало 84,9 чоловіків;  на 100 жінок у віці від 18 років та старших — 78,3 чоловіків також старших 18 років.
Середній дохід на одне домашнє господарство  становив 61 199 доларів США (медіана — 55 500), а середній дохід на одну сім'ю — 76 358 доларів (медіана — 69 156). Медіана доходів становила 43 077 доларів для чоловіків та 43 826 доларів для жінок. За межею бідності перебувало 6,2 % осіб, у тому числі 3,5 % дітей у віці до 18 років та 2,6 % осіб у віці 65 років та старших.
Цивільне працевлаштоване населення становило 1249 осіб. Основні галузі зайнятості: освіта, охорона здоров'я та соціальна допомога — 23,5 %, мистецтво, розваги та відпочинок — 12,2 %, публічна адміністрація — 11,8 %.